# Ᵹ

Ᵹ och ᵹ.

Ᵹ (gemenform: ᵹ) är en variant av den latinska bokstaven G och användes i medeltida skrifter från Storbritannien och Irland.